# Maffeo Barberini (książę Palestriny)
Maffeo Barberini (ur. 19 sierpnia 1631 w Rzymie – zm. 28 listopada 1685 w Villa Lante w Bagnai nieopodal Viterbo) – włoski szlachcic, książę Palestriny od 1653.

## Życiorys
Maffeo był młodszym synem Taddeo Barberiniego (1603-1647), bratanka papieża Urbana VIII i księcia Palestriny, oraz Anny Colonny. W 1646 wraz z ojcem udał się na wygnanie do Francji, gdyż papież Innocenty X, następca Urbana VIII, wszczął przeciwko jego ojcu oraz wujom Francesco i Antonio śledztwo o nielegalne wzbogacenie się kosztem majątku Stolicy Apostolskiej i dokonał sekwestracji ich olbrzymiego majątku. W 1647 w Paryżu zmarł jego ojciec Taddeo.
W 1653 jego wuj kardynał Antonio uzyskał przebaczenie od Innocentego X. W wyniku porozumienia zawartego wówczas między seniorami rodu Barberini a papieżem i jego bratową Olimpią Maidalchini synowie Taddeo również powrócili do Rzymu. Starszy Carlo otrzymał purpurę kardynalską, natomiast młodszy Maffeo odzyskał tytuł księcia Palestriny i ożenił się z Olimpią Giustiniani, wnuczką Olimpii Maidalchini. Ślub odbył się 15 czerwca 1653, a w posagu Maffeo otrzymał 100 tysięcy skudów. Poważne komplikacje wynikły jednak z faktu, że małżeństwo to zostało zawarte wbrew woli panny młodej. Zaledwie 12-letnia Olimpia Giustiniani długo opierała się skonsumowaniu związku i uczyniła to dopiero pod presją swojej babci Olimpii Maidalchini.
Wkrótce po triumfalnym powrocie do Rzymu i przypieczętowanym wspomnianym małżeństwem sojuszu rodziny Barberini z Innocentym X i Olimpią Maidalchini powstał plan podboju przez papiestwo w sojuszu z Francją królestwa Neapolu i oddania go księciu Maffeo. Plan ten był autorstwa kardynałów Barberini, zyskał jednak aprobatę starzejącego się papieża i jego potężnej bratowej, której bardzo spodobała się perspektywa tronu królewskiego dla wnuczki. Projekt spalił jednak na panewce, gdyż wskutek zdrady kardynała Camillo Astalli-Pamphili; informacje o nim wyciekły do władających Neapolem Hiszpanów.
Maffeo Barberini w 1668 otrzymał honorowy tytuł kawalera Orderu Złotego Runa. Zmarł 28 listopada 1685 w wieku 54 lat.

## Rodzina
Z małżeństwa z Olimpią Giustiniani urodziło się co najmniej pięcioro dzieci, a w każdym razie tyle dożyło pełnoletniości:
- Costanza Barberini (1655-1687)
- Camilla Barberini (1657-1740)
- Francesco Barberini (1662-1738), kardynał od 1690
- Urbano Barberini (1664-1722), książę Palestriny od 1685
- Taddeo Barberini (1666-1702)

Z korespondencji Olimpii Giustiniani wiadomo, że około czerwca 1655 zaszła w ciążę, która jednak najprawdopodobniej zakończyła się poronieniem, albowiem brak jakichkolwiek wzmianek o urodzonym w jej wyniku dziecku.